# Luciférine de luciole
La luciférine de luciole est un composé de la classe des luciférines, composés chimiques émetteurs de lumière. On la trouve dans de nombreuses espèces de lucioles (Lampyridae). Elle est le substrat de la luciférase (EC 1.13.12.7), enzyme qui catalyse son oxydation en oxyluciférine avec hydrolyse concomitante d'une molécule d'ATP en AMP et PPi accompagnée de l'émission d'un photon de lumière jaune caractéristique de ces insectes.